# Taylor Hall
Taylor Strba Hall, född 14 november 1991, är en kanadensisk professionell ishockeyspelare som spelar för Chicago Blackhawks i NHL. 
Han har tidigare spelat på NHL-nivå för Buffalo Sabres, Arizona Coyotes, New Jersey Devils, Edmonton Oilers och Boston Bruins.
Hall draftades som första spelare totalt i NHL Entry Draft 2010 av Edmonton Oilers.

## Spelarkarriär
Hall valdes först i NHL-draften 2010 av Edmonton Oilers och skrev på ett treårigt entry level-kontrakt med klubben den 5 juli 2010.
Han debuterade i NHL säsongen 2010–11 och gjorde 42 poäng på 65 matcher i sin debutsäsong.
Efter två säsonger i klubben skrev han på en sjuårig kontraktsförlängning värd 42 miljoner dollar den 22 augusti 2012.
Den poängbästa säsongen för Hall under tiden i Oilers var 2013–14 då han på 75 matcher gjorde 80 poäng.
Den 29 juni 2016 blev han oväntat tradad till New Jersey Devils i utbyte mot Adam Larsson.
Under en första säsong 2016–17 i Devils som präglades av skador, spelade han i totalt 72 matcher och gjorde 53 poäng.
Säsongen 2017–18 kom att bli Halls dittills bästa säsong då han på 76 matcher gjorde 93 poäng, 39 mål och 54 assists, något som gjorde att han blev den blott fjärde spelaren någonsin i New Jersey Devils att producera fler än 90 poäng under en säsong.
Den 11 april 2021 tradades han tillsammans med Curtis Lazar till Boston Bruins i utbyte mot Anders Bjork och ett draftval i andra rundan 2021.

## Utmärkelser

### Hart Trophy
Säsongen 2017-18 vann han Hart Memorial Trophy som mest värdefulla spelaren för sitt lag under grundserien, före tvåan Nathan MacKinnon. Hall fick även en plats i NHL:s årliga First All Star-lag, för första gången i hans karriär.

## Statistik

### Klubbkarriär
| 2006–07    | Kingston Predators   | OMHA       | 29  | 44  | 41  | 85  | 10  | —  | —  | —  | —  | —  |
| 2007–08    | Windsor Spitfires    | OHL        | 63  | 45  | 39  | 84  | 22  | 5  | 2  | 3  | 5  | 2  |
| 2008–09    | Windsor Spitfires    | OHL        | 63  | 38  | 52  | 90  | 60  | 20 | 16 | 20 | 36 | 12 |
| 2009–10    | Windsor Spitfires    | OHL        | 57  | 40  | 66  | 106 | 56  | 19 | 17 | 18 | 35 | 32 |
| 2010–11    | Edmonton Oilers      | NHL        | 65  | 22  | 20  | 42  | 27  | —  | —  | —  | —  | —  |
| 2011–12    | Edmonton Oilers      | NHL        | 61  | 27  | 26  | 53  | 36  | —  | —  | —  | —  | —  |
| 2012–13    | Oklahoma City Barons | AHL        | 28  | 14  | 20  | 34  | 33  | —  | —  | —  | —  | —  |
| 2012–13    | Edmonton Oilers      | NHL        | 45  | 16  | 34  | 50  | 33  | —  | —  | —  | —  | —  |
| 2013–14    | Edmonton Oilers      | NHL        | 75  | 27  | 53  | 80  | 44  | —  | —  | —  | —  | —  |
| 2014–15    | Edmonton Oilers      | NHL        | 53  | 14  | 24  | 38  | 40  | —  | —  | —  | —  | —  |
| 2015–16    | Edmonton Oilers      | NHL        | 82  | 26  | 39  | 65  | 54  | —  | —  | —  | —  | —  |
| 2016–17    | New Jersey Devils    | NHL        | 72  | 20  | 33  | 53  | 32  | —  | —  | —  | —  | —  |
| 2017–18    | New Jersey Devils    | NHL        | 76  | 39  | 54  | 93  | 34  | 5  | 2  | 4  | 6  | 6  |
| 2018–19    | New Jersey Devils    | NHL        | 33  | 11  | 26  | 37  | 16  | —  | —  | —  | —  | —  |
| 2019–20    | New Jersey Devils    | NHL        | 30  | 6   | 19  | 25  | 20  | —  | —  | —  | —  | —  |
| 2019–20    | Arizona Coyotes      | NHL        | 35  | 10  | 17  | 27  | 14  | 9  | 2  | 4  | 6  | 10 |
| NHL totalt | NHL totalt           | NHL totalt | 627 | 218 | 345 | 563 | 350 | 14 | 4  | 8  | 12 | 16 |

### Internationellt
| År            | Lag            | Turnering     | Resultat      |    | Matcher | Mål | Assist | Poäng | Utv |
| ------------- | -------------- | ------------- | ------------- | -- | ------- | --- | ------ | ----- | --- |
| 2008          | Canada Ontario | U17           | 1             | 5  | 4       | 4   | 8      | 4     |     |
| 2008          | Kanada         | WJC18         | 1             | 4  | 2       | 6   | 8      | 2     |     |
| 2008          | Kanada         | IH18          | 1             | 4  | 3       | 0   | 3      | 0     |     |
| 2010          | Kanada         | JVM           | 2             | 6  | 6       | 6   | 12     | 0     |     |
| 2013          | Kanada         | VM            | 5:a           | 8  | 2       | 1   | 3      | 0     |     |
| 2015          | Kanada         | VM            | 1             | 10 | 7       | 5   | 12     | 6     |     |
| 2016          | Kanada         | VM            | 1             | 10 | 6       | 3   | 9      | 2     |     |
| Junior totalt | Junior totalt  | Junior totalt | Junior totalt | 23 | 16      | 21  | 37     | 10    |     |
| Senior totalt | Senior totalt  | Senior totalt | Senior totalt | 28 | 15      | 9   | 24     | 8     |     |

## Utmärkelser
| Merit                                            | År                                                   |        |
| Junior                                           | Junior                                               | Junior |
| ------------------------------------------------ | ---------------------------------------------------- | ------ |
| OHL All-Rookie Team                              | 2008                                                 | [ 10 ] |
| Emms Family Award                                | 2008                                                 | [ 11 ] |
| CHL Rookie of the Year Award                     | 2008                                                 | [ 12 ] |
| OHL First-Team All-Star                          | 2009 2010                                            | [ 13 ] |
| Wayne Gretzky 99 Award                           | 2009                                                 | [ 14 ] |
| Eddie Powers Memorial Trophy                     | 2010                                                 | [ 15 ] |
| Stafford Smythe Memorial Trophy                  | 2009 2010                                            | [ 12 ] |
| Memorial Cup All-Star team                       | 2009 2010                                            | [ 16 ] |
| Ed Chynoweth Trophy                              | 2010                                                 | [ 16 ] |
| CHL Second-Team All-Star                         | 2010                                                 | [ 17 ] |
| CCM/AHL Player of the Week (Ending Nov 25, 2012) | 2012                                                 | [ 18 ] |
| NHL                                              |                                                      |        |
| All-Star Game                                    | 2011, 2016, 2017, 2018 (deltog ej), 2019 (deltog ej) |        |
| Hart Memorial Trophy                             | 2018                                                 | [ 19 ] |
| First All-Star Team                              | 2018                                                 |        |